# يفجيني نيقولايفيتش زينيتشيف
يفجيني نيقولايفيتش زينيتشيف (بالروسية: Евгений Николаевич Зиничев) (18 أغسطس 1966 في لينينجراد، قبل أو في 8 سبتمبر 2021 في نوريلسك) كان مسؤولًا في قطاع الاستخبارات الروسي، ومنذ 28 يوليو حتى 6 أكتوبر 2016 حاكمًا لأوبلاست كاليننجراد. في نوفمبر 2016 عين نائب مدير خدمة الأمن الاتحادية. وعُين وزيرًا للطورائ في مايو 2018 في حكومة ديميتري مدفيديف الثانية.

## السيرة
درس يفجيني زينيتشيف في جامعة سانت بطرسبرج الحكومية للاقتصاد والمالية. من 1984 إلى 1986 أدى الخدمة العسكرية في الجيش السوفيتي. في عام 1987 أصبح من رجال لجنة أمن الدولة. بعد تفكك الاتحاد السوفيتي انتسب إلى خدمة الأمن الاتحادية الروسية. من 2006 إلى 2015 كان من ضباط خدمة الحماية الاتحادية ورافق الرئيس ورئيس الوزراء فلاديمير بوتين في أسفاره. في عام 2013 أنهى تدريبات في الأكاديمية العسكرية في هيئة الأركان العامة للقوات المسلحة الروسية. في 2015، عين مديرًا لخدمة الأمن الاتحادية في أوبلاست كاليننجراد. في 2016 عينه الرئيس فلاديمير بوتين حاكمًا لأوبلاست كاليننجراد خلفًا لنيقولاي زوكانوف لمدة شهرين. دام مؤتمره الصحفي الأول 49 ثانية فقط.
في 28 مايو 2018، أصدر الرئيس الروسي مرسومًا بتعيين يفيجني زينيتشيف عضوًا في مجلس أمن روسيا الاتحادية.
أعلنت وزارة الطوارئ وفاته خلال محاولته إنقاذ شخص أثناء تدريبات مشتركة لعدة وزارات تهدف لتأمين منطقة القطب الشمالي في حالات الطوارئ. في 8 سبتمبر 2021 عن عمر ناهز الخامسة والخمسين، مُنح لقب بطل الاتحاد الروسي بعد وفاته «لقاء البطولة والشجاعة والتفاني التي أظهرها خلال أداء الواجب المهني».
كان يفجيني نيقولايفيتش متزوجًا وهو أب لابن، ولديه ثلاثة أحفاد.

## استشهادات
1. ↑   https://cnnespanol.cnn.com/2021/09/08/muere-ministro-rusia-ejercicios-de-entrenamiento-trax/. {{استشهاد ويب}}: |url= بحاجة لعنوان (مساعدة) والوسيط |title= غير موجود أو فارغ (من ويكي بيانات) (مساعدة)
2. ↑   https://elpais.com/internacional/2021-09-08/muere-el-ministro-de-emergencias-de-rusia-al-caer-por-un-acantilado-durante-la-filmacion-de-unas-maniobras-en-el-artico.html. {{استشهاد ويب}}: |url= بحاجة لعنوان (مساعدة) والوسيط |title= غير موجود أو فارغ (من ويكي بيانات) (مساعدة)
3. ↑  "Russian emergencies minister Zinichev dies on Arctic drill" (بالإنجليزية). BBC News. Retrieved 2021-09-08.
4. ↑  "مصرع وزير الطوارئ الروسي أثناء محاولته إنقاذ شخص خلال تدريبات". الشروق. 8 سبتمبر 2021. مؤرشف من الأصل في 2021-09-09. اطلع عليه بتاريخ 2021-09-09.
5. ↑  "وفاة وزير الحالات الطارئة الروسي خلال تدريبات". اندبندنت عربية. 9 سبتمبر 2021. مؤرشف من الأصل في 2024-01-23. اطلع عليه بتاريخ 2024-01-23.
6. ↑  "بوتين يمنح لقب بطل روسيا لوزير ضحى بحياته". آر تي. 9 سبتمبر 2021. مؤرشف من الأصل في 2021-09-10. اطلع عليه بتاريخ 2021-09-10.